# Univerzita Brno (szachy)
Univerzita Brno – czeski klub szachowy z siedzibą w Brnie, mistrz Czechosłowacji z 1988 roku.

## Historia
Klub szachowy przy Uniwersytecie Jana Evangelisty Purkyněgo został założony w 1968 roku. Klub regularnie awansował w hierarchii ligowej i w 1972 roku zadebiutował w Československiej celostátníej lidze. W inauguracyjnym sezonie w najwyższej lidze czechosłowackiej zespół zajął ósme miejsce. W 1976 roku spadł z ligi, powrócił do niej w sezonie 1978/1979, w którym ponownie spadł. Kolejny powrót do celostátníej ligi nastąpił w 1981 roku, jednakże w roku 1983 Univerzita spadła. W 1985 roku klub powrócił do Československiej celostátníej ligi. W sezonie 1985/1986 zdobył wicemistrzostwo Czechosłowacji, kończąc rozgrywki za Lokomotívą ŽOS Trnawa. W kolejnym sezonie zespół ponownie zajął drugie miejsce w lidze, za Lokomotivą Ołomuniec. W 1988 roku klub zdobył tytuł mistrzowski, a rok później został wicemistrzem, za Bohemiansem Praga. W sezonie 1989/1990 Univerzita uczestniczyła w rozgrywkach Pucharu Europy. W pierwszej rundzie brneński klub wygrał z Radničkim Belgrad, natomiast w drugiej rundzie uległ Wasa SK. W sezonie 1991/1992 zespół zajął ostatnie miejsce w lidze. W tym okresie zawodnikami klubu byli m.in. Pavel Blatný, Petr Hába i Zbyněk Hráček. W sezonie 1992/1993 zespół przystąpił do rozgrywek 1. ligi czeskiej (drugi poziom). W 1994 roku Univerzita spadła z 1. ligi, powróciła do niej w roku 1996. W sezonie 1999/2000 nastąpił ponowny spadek klubu z 1. ligi.